# はちみつぱい
はちみつぱいは、1970年代に活動した日本のロックバンド。はっぴいえんどと共に、日本語ロックの先駆者として知られる。バンド名はビートルズの「Honey Pie」を日本語訳したもので、初期の頃はハチミツパイと表記されることもあった。はっぴいえんどにも関わった鈴木慶一が中心となって結成したバンドで、ムーンライダーズの実質的な前身となった。

## 略歴
1970年、鈴木慶一はあがた森魚らと共にあがた精神病院を結成。後にあがた森魚と蜂蜜麺麭（はちみつぱい）と名前を変えるが、メンバーは一定せず、独立したバンドというより、あがた森魚のバックバンド的な活動を行っていた。これを前身として、翌1971年から蜂蜜ぱいと名乗り、あがたとは独立したロックバンドとしての活動を行うようになる。渋谷百軒店のライブハウス「B.Y.G.」への出演を活動の中心に、あがた森魚、岡林信康、西岡恭蔵などのアルバムのレコーディングにも参加した。
1971年8月、鈴木慶一、渡辺勝、本多信介の3名で第3回全日本フォークジャンボリーに出演。これをきっかけに和田博巳が加入。1971年秋頃にはセッションを通じて武川雅寛が、オーディションでかしぶち哲郎が加入し、主要メンバーが揃う。
1972年4月30日の『ヤング・インパルス』出演時はまだ蜂蜜ぱい表記であったが、同年春頃にはちみつぱい表記へ改めた。同年5月、春一番コンサートに出演。同年9月に渡辺勝が脱退し、入れ替わる形でペダルスティールの駒沢裕城が加入。ヴァイオリンの武川と共に、はちみつぱいのサウンドを独特なものとした。
1973年11月、ファーストアルバム『センチメンタル通り』をリリース。続いて翌1974年5月にはシングル『君と旅行鞄』をリリースした。
1974年11月20日、山野ホールでの「はちみつぱい解散コンサート」を最後に解散。コンサートでの最後の曲は「塀の上で」、鈴木慶一の最後の言葉は、「さよならロックンロール少年、ロックンロール少女」であった。はちみつぱい解散後、メンバーのうち、鈴木、武川、かしぶち、岡田、椎名和夫はムーンライダーズを結成した。

### 再結成
1988年6月9日、東京都港区汐留のライブハウス「汐留PIT」で一日限りの再結成コンサートを開催。ゲストにはあがた森魚、斉藤哲夫、高田渡らが出演し、はちみつぱいをバックに歌った。1974年の解散コンサートに倣い、この再結成コンサートでも「塀の上で」を演奏し、鈴木慶一が「さよならロックンロールおじさん、ロックンロールおばさん」の言葉を残した。
2015年12月20日、メルパルクホール東京で行われた鈴木慶一のミュージシャン生活45周年記念ライブで、27年ぶりに再結成。2017年2月、『センチメンタル通り［Deluxe Edition］』を発売。
2017年4月26日、あがた森魚＆はちみつぱい名義でアルバム『べいびぃろん（BABY-LON）』を発売。同年7月1日、メルパルクホール東京で発売記念ライブを行った。

## メンバー
- 鈴木慶一：ボーカル、ギター、ピアノ
- 渡辺勝：ボーカル、キーボード、ギター。 1972年9月脱退。
- 本多信介（ほんだ しんすけ）:ギター
- 武川雅寛：フィドル、ボーカル
- 和田博巳（わだ ひろみ）: ベース
- かしぶち哲郎：ドラムス、ボーカル
- 駒沢裕城：ペダルスティール。1972年9月加入。
- 岡田徹：キーボード。 1973年9月加入。
- 椎名和夫：ギター 。1974年秋頃加入。

## ディスコグラフィ

### シングル
- 君と旅行鞄（1974年5月25日）
  - 本作はワーナー・パイオニア（現：ワーナーミュージック・ジャパン）へ移籍後にリリースされた。
  - B面「酔いどれダンス・ミュージック」。
  - 録音エンジニアとして大瀧詠一（笛吹銅次名義）が参加。コーラスは大貫妙子と吉田美奈子。ライブ音源『セカンドアルバム〜イン・コンサート〜』に於いてもゲスト出演。
  - 「君と旅行鞄（トランク）」は『センチメンタル通り』CD化の際に、B面の「酔いどれダンス・ミュージック」と共にボーナストラックとして収録された。

### アルバム

#### スタジオ・アルバム
| 発売日         | タイトル                | 備考                          |
| -------------- | ----------------------- | ----------------------------- |
| 1973年10月25日 | センチメンタル通り      |                               |
| 2017年4月26日  | べいびぃろん (BABY-LON) | あがた森魚&はちみつぱい名義。 |

#### ライブ・アルバム
| アルバム | 発売日         | レーベル      | 規格 | 規格品番   |
| --- | -------------- | ------------- | ---- | ---------- |
| セカンドアルバム〜イン・コンサート〜 1972年 - 1974年のライブ音源を収録。 ゲストにあがた森魚、大貫妙子、細野晴臣、吉田美奈子が参加。 | 1988年5月25日  | Solid Records | LP   | SOLID-1011 |
| セカンドアルバム〜イン・コンサート〜 1972年 - 1974年のライブ音源を収録。 ゲストにあがた森魚、大貫妙子、細野晴臣、吉田美奈子が参加。 | 1988年5月25日  | Solid Records | CD   | CDSOL-1011 |
| セカンドアルバム〜イン・コンサート〜 1972年 - 1974年のライブ音源を収録。 ゲストにあがた森魚、大貫妙子、細野晴臣、吉田美奈子が参加。 | 1995年11月25日 | Solid Records | CD   | CDSOL-4011 |
| セカンドアルバム〜イン・コンサート〜 1972年 - 1974年のライブ音源を収録。 ゲストにあがた森魚、大貫妙子、細野晴臣、吉田美奈子が参加。 | 2001年6月23日  | Solid Records | LP   | SOLID-1011 |
| セカンドアルバム〜イン・コンサート〜 1972年 - 1974年のライブ音源を収録。 ゲストにあがた森魚、大貫妙子、細野晴臣、吉田美奈子が参加。 | 2016年5月18日  | Solid Records | CD   | CDSOL-4011 |
| 9th June 1988 はちみつぱい Live 1988年6月9日に汐留PITで行われた再結成コンサートを収録。                                             | 1989年5月25日  | JAPAN RECORD  | CD   | 25JC-427/9 |
| 9th June 1988 はちみつぱい Live 1988年6月9日に汐留PITで行われた再結成コンサートを収録。                                             | 2006年11月23日 | SUPER FUJI    | CD   | SPFJ-002   |
| THE FINAL TAPES はちみつぱいLIVE BOX 1972-1974 1972年1月 - 1975年1月のライブ音源を編纂し収録したCD9枚組ボックス・セット。           | 2009年10月21日 | SUPER FUJI    | CD   | FJSP-69    |
| Re:Again Billboard Live 2016 2016年5月9日にビルボードライブ大阪で、5月15日にビルボードライブ東京で行われたライブを収録。            | 2016年7月20日  | P-VINE        | CD   | PRSA-3003  |

#### その他
- 山谷初男 with はちみつぱい『山谷初男の放浪詩集/新宿』（1974年10月25日、2006年12月20日 CD：VICL-62206）[6]
- 林静一・はちみつぱい『夜にほほよせ』（2009年7月25日）
  - 林静一が1973年に監督した実写映画「夜にほほよせ」のサウンドトラック。
- かしぶち哲郎『自由なメロディー はちみつぱい〜ムーンライダーズ』（2009年10月10日）
  - 未発表曲「自由なメロディー」をはちみつぱいバージョンとムーライダーズバージョンで収録
- あがた森魚『あがた森魚とはちみつぱい 1972〜1974』（2013年5月22日）
  - はちみつぱいがバックバンドを務めたあがた森魚のライブ・アルバム。

### ライブビデオ
- はちみつぱいラストライヴ（1992年5月20日）